# Skok Lymana
Skok Lymana – nagły spadek natężenia widma ciągłego atomu wodoru na granicy serii Lymana, zachodzący na długości fali 91,18 nm (911,8 Å).
Granica ta odpowiada punktowi zaabsorbowania energii, w którym elektrony pierwotnie znajdujące się na orbitalu 1 (seria K) zostają jonizowane.